# Бајка о позоришту (представа)
Бајка о позориштује позоришна представа коју је написао Владимир Ђурђевић, а режирао Марко Мисирача. Премијера ове представе је одиграна 26. децембра 2014. године на сцени Данило Бата Стојковић у Звездара театру у Београду.

## О представи
Бајка о позоришту је комедија. Иако насловљен као бајка, овај комад, на жалост, много више кореспондира са стварношћу од бајки које знамо. 
Директор Звездара театра Душан Ковачевић је на конференцији за новинаре рекао да је у основи комада драма "La Cage aux Folles" (Кавез за лудаке), писана пре готово 40 година, али је њена тематика и данас подједнако актуелана. Представа је посвећена је, како је додао, једној од чувених и важних представа овог позоришта "Лари Томпсон, трагедија једне младости", Душана Ковачевића и њеном протагонисти Бори Тодоровићу, навео је Мисирача.